# Lucas Dolega
Lucas Dolega, né le 19 août 1978 à Paris et mort le 17 janvier 2011 à Tunis, est un photojournaliste franco-allemand tué durant la révolution tunisienne.

## Biographie
Loucas Mebrouk Von Zabiensky, naît le 19 août 1978 à Paris d'une mère allemande et d'un père français, respectivement journaliste et médecin. 
Il grandit en France avant d'aller vivre à Tanger, au Maroc. Son livre préféré est Les Aventures de Boro, reporter photographe de Dan Franck et Jean Vautrin : « Plus tard, il sera l’œil qui surveille le monde. Il ira regarder les hommes jusqu’au fond de leur nuit ».
En 1998, alors qu’il est en faculté de lettres, il découvre la photographie et réalise ses premières images avec le Voigtlander de sa mère. Il fait un stage au département de photographie du Centre Jean Verdier à Paris, au cours duquel il en apprend les rudiments.
En 1999, il étudie le journalisme au Centre de formation et de perfectionnement des Journalistes à Paris puis intègre le Nouvel Obs en tant que rédacteur. Il propose des reportages complets, textes et images puis finit par ne fournir que des photos. Il travaille dorénavant sous le pseudonyme de Lucas Dolega.
En 2002, il part photographier en Israël et en Palestine. Puis s’enchaînent les reportages à l’étranger, aux États-Unis, en Europe et en Afrique du nord.
En avril 2006, il commence à travailler en tant que photojournaliste à l'European Pressphoto Agency. Basé à Paris, il réalise plusieurs reportages sur l'Europe et en 2008 il est au Nord Kivu, une province du Congo qui est ravagée par la guerre civile et une épidémie de choléra. En 2010 il couvre la rébellion des chemises rouges à Bangkok.

### Mort
Le 14 janvier 2011, pendant la révolution du Jasmin, il couvre une manifestation pour à Tunis lorsqu'il est touché par un tir tendu de gaz lacrymogène. 
Transporté à l'hôpital, Lucas Dolega meurt le 17 janvier 2011. Il est enterré au cimetière du Père-Lachaise (44e division).

## Postérité
Le Prix Lucas Dolega a été créé en 2011 par l'association Lucas Dolega et attribué pour la première fois en 2012, organisé en partenariat avec la Mairie de Paris, la revue Polka Magazine et avec le soutien de Reporters sans frontières.